# Julius Richard Petri

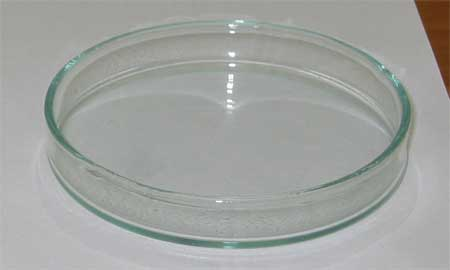
La placa de Petri, ampliamente utilizada en los estudios de microbiología a cultivos de microorganismos.

Julius Richard Petri (Barmen, 31 de mayo de 1852 - Zeitz, Alemania, 20 de diciembre de 1921) fue un microbiólogo alemán a quien se le atribuye la invención de la placa de Petri, mientras trabajaba como asistente de Robert Koch.

## Biografía
Tras realizar estudios primarios y secundarios, estudió medicina en la Kaiser Wilhelm-Akademie para médicos militares entre 1871 y 1875. Realizó el doctorado como médico en la Charité de Berlín, grado que obtuvo en 1876.
Inventó las denominadas placas de Petri, unos recipientes circulares inicialmente de vidrio (actualmente de plástico) de unos diez centímetros de diámetro y un centímetro de alto, utilizados para albergar los medios de cultivo utilizados en bacteriología.
Entre 1876 y 1882 ejerció como médico militar y fue ayudante de Robert Koch, siendo en 1877 cuando inventó la placa de Petri, que se utiliza en los laboratorios principalmente para el cultivo de microorganismos, soliéndose cubrir el fondo con distintos medios sólidos de cultivo según el microorganismo que se quiera cultivar.

## Algunas publicaciones
- Attempts at the chemistry of proteins. 1876
- Methods of modern bacteria research (in: Collection Exoteric Scientific Lectures). 1887
- The danger of carbon soda furnaces. 1889
- Industrial hygiene. 1890
- Experiments on the spread of contagious diseases, especially tuberculosis, by the railway and on measures to be taken. 1893
- Das Mikroskop. Von seinen Anfängen bis zur jetzigen Vervollkommnung. 1896 (The microscope. From its beginnings to the present perfection. 1896
- A judgment of high-pressure Pasteurising apparatus 1897
- Towards quality testing in butter and milk. 1897
- Apparatus for determination of water content in milk by distillation in a vacuum.